# Stryjewa
Stryjewa (ukrainisch Стриєва, russisch Стриева Strijewa, polnisch Stryjowa) ist ein Dorf im Westen der ukrainischen Oblast Schytomyr mit etwa 400 Einwohnern.

## Geographie
Die Ortschaft liegt am Fluss Smolka (Смолка), 7 km südlich vom Rajonzentrum Swjahel und etwa 80 km nordwestlich vom Oblastzentrum Schytomyr entfernt.

## Geschichte
Das Dorf entstand Mitte des 18. Jahrhunderts und lag zunächst in der Woiwodschaft Kiew in Polen-Litauen. Nach der Zweiten Polnischen Teilung 1793 fiel das Dorf an das Russische Kaiserreich. Nach dem Russischen Bürgerkrieg kam das Dorf an die Sowjetunion und dort zur Ukrainischen SSR. Während des Deutsch-Sowjetischen Kriegs wurde das Dorf zwischen 1941 und 1944 von der Wehrmacht besetzt. Seit dem Zerfall der Sowjetunion 1991 ist das Dorf Teil der unabhängigen Ukraine.

## Verwaltungsgliederung
Am 4. Dezember 2018 wurde das Dorf zum Zentrum der neugegründeten Landgemeinde Stryjewa (ukrainisch Стриївська сільська громада/Stryjiwska silska hromada), zu dieser zählten noch die 7 in der untenstehenden Tabelle aufgelisteten Dörfer, bis dahin bildete es zusammen mit dem Dorf Kanuny die gleichnamige Landratsgemeinde Stryjewa (Стриївська сільська рада/Stryjiwska silska rada) im Süden des Rajons Swjahel.
Am 12. Juni 2020 kamen noch das Dorf Hulsk zum Gemeindegebiet.
Folgende Orte sind neben dem Hauptort Stryjewa Teil der Gemeinde:
| Name                     | Name       | Name                     |
| ukrainisch transkribiert | ukrainisch | russisch                 |
| ------------------------ | ---------- | ------------------------ |
| Hulsk                    | Гульськ    | Гульск (Gulsk)           |
| Iwaschkiwka              | Івашківка  | Ивашковка (Iwaschkowka)  |
| Kanuny                   | Кануни     | Кануны                   |
| Kykowa                   | Кикова     | Кикова (Kikowa)          |
| Kyjanka                  | Киянка     | Киянка (Kijanka)         |
| Nemylnja                 | Немильня   | Немыльня (Nemylnja)      |
| Susly                    | Сусли      | Суслы                    |
| Ukrajinske               | Українське | Украинское (Ukrainskoje) |